# Sibylle Günter
Sibylle Günter (nacida el 20 de abril de 1964) es una física teórica alemana que investiga los plasmas de tokamak. Desde febrero de 2011, dirige el Instituto Max Planck de Física del Plasma. En octubre de 2015, fue elegida miembro de la Academia Europaea en reconocimiento a su contribución a la investigación.

## Biografía
Nacida en Rostock, se matriculó en la escuela secundaria en 1982. Continuó sus estudios de física en la Universidad de Rostock, donde se graduó en 1987 y obtuvo un doctorado en 1990 con una disertación sobre radiación de plasmas densos.  Después de trabajar como investigadora asociada en el departamento de física teórica de la universidad, recibió su habilitación postdoctoral en 1996. Su trabajo en Rostock se complementó con períodos en los Estados Unidos en la Universidad de Maryland y en el Instituto Nacional de Estándares y Tecnología.
En 1996, se unió a la división de Física de Tokamak del Instituto Max Planck de Física de Plasma (IPP) en Garching, cerca de Múnich. En 2000, fue nombrada directora del instituto y directora de investigación de Tokamak Physics sobre los principios de una planta de fusión diseñada para producir energía como resultado de la fusión de iones ligeros. En 2011, se convirtió en directora científica de IPP.
En octubre de 2015, en vista de su destacada contribución a la investigación, el consejo de la Academia Europaea la eligió como miembro de la Academia.

## Publicaciones seleccionadas
- Günter, S. et al .: Obtención simultánea de altas temperaturas de electrones e iones en descargas con barreras de transporte internas en ASDEX Up-grade.  En: Phys.  Rdo.  Letón. 84, 2000.  S. 3097.
- Günter, S. et al .: alto régimen de confinamiento en valores ßN altos debido a un comportamiento modificado de los modos de desgarro neoclásicos (MNT).  En: Phys.  Rdo.  Letón. 2001.  S. 275001.
- Günter, S. et al .: Interacción de partículas energéticas con inestabilidades de gran y pequeña escala.  En: Nucl.  Fus. 47, 2007.  S. 920-928.
- Günter, S. et al .: Efectos tridimensionales en tokamaks, Plasma Phys.  Controlar.  En: Fusion 40, 2008.  S. 124004.
- Lauber, P., Günter, S .: Amortiguación y conducción de modos de baja frecuencia en plasmas de tokamak.  En: Nucl.  Fus. 48, 2008.  S. 084002.

## Premios
Günter ha recibido los siguientes premios: 
- 2013: Orden del Mérito de la República Federal de Alemania[4]
- 2015: Miembro de la Academia Alemana de Ciencia e Ingeniería[5]
- 2015: Miembro de la Academia Europaea[3]